# Maria de Medeiros

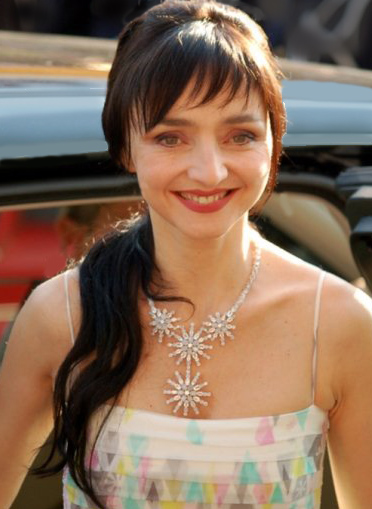
Medeiros na 60. MFF w Cannes (2007)

Maria de Medeiros Esteves Vitorino de Almeida (wym. IPA: [mɐɾiɐ ðɨ mɨðɐjɾuʃ]; ur. 19 sierpnia 1965 w Lizbonie) – portugalska aktorka, reżyserka i piosenkarka, zaangażowana zarówno w europejskie, jak i amerykańskie produkcje filmowe.
W 2008 Medeiros została uhonorowana tytułem Artysty UNESCO na rzecz Pokoju.

## Życiorys
Maria de Medeiros urodziła się w Lizbonie, jako córka muzyka i kompozytora Antonio Vitorino de Almeida.
Swoją pierwszą rolę na ekranie zagrała w wieku 15 lat. W wieku 18 lat przeniosła się do Francji aby kontynuować studia aktorskie w paryskim konserwatorium. Medeiros mówi płynnie po francusku, co stworzyło jej możliwość występów w licznych produkcjach francuskich zarówno na scenie, jak i ekranie.
Występuje również w języku hiszpańskim, produkcjach niemieckich i włoskich.

## Kariera filmowa
Wśród najbardziej pamiętnych ról filmowych Medeiros są trzy występy z początku lat 90. XX wieku. Jej znaczne podobieństwo do Anaïs Nin zaowocowało główną rolą w filmie Henry i June (1990).
W 1990 zagrała również rolę Marii w filmie Ken McMullen’a o wybuchu Komuny Paryskiej pt. 1871. W 1994 pojawiła się w filmie Quentina Tarantino Pulp Fiction, grając Fabienne, dziewczynę Butcha Coolidge’a (Bruce Willis).
W 2000 wyreżyserowała film Kapitanowie kwietnia, w którym również zagrała niewielką rolę. Obraz poruszał temat rewolucji goździków w Portugalii w 1974. Film został zaprezentowany w sekcji „Un Certain Regard” na 53. MFF w Cannes.
Przewodniczyła jury Złotej Kamery na 54. MFF w Cannes (2001). Zasiadała również w jury konkursu głównego na 60. MFF w Cannes (2007).

## Kariera muzyczna
W 2007 wydała album A Little More Blue, na którym wykonuje utwory brazylijskich muzyków, w tym Chico Buarque, Caetano Veloso, Ivana Linsa i Dolores Duran. Na płycie śpiewa w języku portugalskim, francuskim i angielskim. W 2010 wydała drugi album Peninsulas & Continentes.
W 2009 roku zaśpiewała piosenkę These Boots Are Made for Walkin wydaną przez The Legendary Tigerman na płycie pt. Femina.

## Wybrana filmografia
jako aktorka
- 1871 (1990) jako Maria
- Henry i June (Henry & June, 1990) jako Anaïs Nin
- Schadzka z Wenus (Meeting Venus, 1991) jako Yvonne
- Boska komedia (A Divina Comédia, 1991) jako Sonia
- Bezbrzeżny smutek (Três Irmãos, 1994) jako Maria
- Pulp Fiction (1994) jako Fabienne
- Adam i Ewa (Adão e Eva, 1995) jako Catarina Meneses
- Go for gold! (1997) jako Paquita
- Poduszka powietrzna (Airbag, 1997) jako Fátima do Espíritu Santo
- Babel (1999) jako Alice
- Kapitanowie kwietnia (Capitães de Abril, 2000) jako Antónia
- Wybraniec losu (Honolulu Baby, 2001) jako Margherita
- Moje życie beze mnie (My Life Without Me, 2003) jako Fryzjerka
- Ja, Cezar mały (Moi César, 10 ans 1/2, 1m39, 2003) jako Chantal Petit
- Najsmutniejsza muzyka świata (The Saddest Music in the World, 2003) jako Narcissa
- Midsummer Madness (2007) jako Livia
- Przytul mnie (Riparo – Anis tra di noi, 2007) jako Anna
- Z miłości do gwiazd (Mes stars et moi, 2008) jako Adeline
- Urodziny Davida (Il compleanno, 2009) jako Margherit
- Kurczak ze śliwkami (Poulet aux prunes, 2011) jako Faranguisse
- Ni à vendre, ni à louer (2011) jako Pani Collier
- Sueño y silencio (2012) jako Marie

jako reżyser
- Sévérine C. (1987)
- Fragmento II (1988)
- Śmierć księcia (A Morte do Príncipe, 1991)
- Kapitanowie kwietnia (Capitaes de Abril, 2000)
- Mathilde au matin (2004)
- Je t’aime moi non plus (2004)
- Bem-Vindo a São Paulo (2004)
- Mundo Invisível (2011)